# Campeonato Carioca de Basquete Masculino de 2018
O Campeonato Carioca de Basquete de 2018 é uma competição brasileira de basquete organizada pela Federação de Basquetebol do Estado do Rio de Janeiro (FBERJ). A competição será disputada por quatro equipes e início em 18 de agosto de 2018.
Não houve a disputa da competição no ano anterior devido a um boicote promovido pelos clubes que disputariam o torneio (Vasco da Gama, Flamengo, Macaé e Botafogo) que alegaram a falta de ginásios e a estrutura ruim para sediar os clássicos, bem como ausência de segurança para que os jogos fossem disputados com torcidas mistas. 
Para esse ano, além de clubes tradicionais que disputaram a última edição (Botafogo, Flamengo e Vasco da Gama), terá a participação da equipe do Niterói Basquete Clube que atuará em parceria com a Associação de Basquetebol da Ilha do Governador (ABIG), formando a ABIG/Niterói 
O Flamengo conquistou o título estadual invicto, sendo o 44º título da sua história e o 13º consecutivo.

## Regulamento
O campeonato será disputado em três fases: Fase de Classificação, Fase Seminfinal e Fase Final.
Na Fase de Classificação as equipes jogam todas contra todas, em turno e returno, classificando as quatro equipes para a Fase Semifinal.
Na Fase Semifinal disputada em melhor de três partidas, sendo a primeira no ginásio do melhor colocado, a segunda na do pior e a terceira,
se necessária, na do melhor colocado, obedecendo ao seguinte cruzamento: 1º x 4º e 2º x 3º. A equipe vencedora desse confronto classificando-se à Fase Final.
Na Fase Final os vencedores da Fase Semifinal jogam, em melhor de três, obedecendo o mesmo critério de utilização de ginásio da Fase Semifinal.

## Fase de Classificação

### Classificação
| Pos | Times         | Pts | J | V | D | PF  | PS  | SP   |
| --- | ------------- | --- | - | - | - | --- | --- | ---- |
| 1   | Flamengo      | 12  | 6 | 6 | 0 | 509 | 351 | +158 |
| 2   | Botafogo      | 10  | 6 | 4 | 2 | 426 | 379 | +47  |
| 3   | Vasco da Gama | 8   | 6 | 2 | 4 | 416 | 447 | -31  |
| 4   | Niterói       | 6   | 6 | 0 | 6 | 303 | 477 | -174 |

### Resultados
Primeiro Turno
| 18 de agosto 14:00 | Relatório | Botafogo | 57–67 | Flamengo |  | Ginásio Oscar Zelaya, Rio de Janeiro |  |

| 19 de agosto 15:00 | Relatório | Niterói | 53–62 | Vasco da Gama |  | Ginásio do Instituto Abel, Niterói |  |

| 21 de agosto 18:00 | Relatório | Vasco da Gama | 74–82 | Botafogo |  | Ginásio Vasco da Gama, Rio de Janeiro |  |

| 21 de agosto 20:00 | Relatório | Flamengo | 100–36 | Niterói |  | Ginásio Hélio Maurício, Rio de Janeiro |  |

| 25 de agosto 17:00 | Relatório | Flamengo | 93–69 | Vasco da Gama |  | Ginásio do Tijuca Tênis Clube, Rio de Janeiro |  |

| 25 de agosto 18:00 | Relatório | Niterói | 42–75 | Botafogo |  | Ginásio do Instituto Abel, Niterói |  |

Segundo Turno
| 28 de agosto 19:30 |  | Vasco da Gama | 82–58 | Niterói |  | Ginásio Vasco da Gama, Rio de Janeiro |  |

| 28 de agosto 20:00 |  | Flamengo | 73–69 | Botafogo |  | Ginásio do Tijuca Tênis Clube, Rio de Janeiro |  |

| 1 de setembro 14:00 |  | Vasco da Gama | 64–87 | Flamengo |  | Arena de Deodoro, Rio de Janeiro |  |

| 1 de setembro 14:00 |  | Botafogo | 69–58 | Niterói |  | Ginásio Oscar Zelaya, Rio de Janeiro |  |

| 8 de setembro 18:30 |  | Niterói | 56–89 | Flamengo |  | Ginásio do Instituto Abel, Niterói |  |

| 8 de setembro 20:00 |  | Botafogo | 74–65 | Vasco da Gama |  | Ginásio Oscar Zelaya, Rio de Janeiro |  |

## Fase Semifinal
| Time 1   | Séries | Time 2        | 1º Jogo | 2º Jogo  | 3º Jogo |
| -------- | ------ | ------------- | ------- | -------- | ------- |
| Flamengo | 2 – 0  | Niterói       | 97 – 38 | 113 – 55 | –       |
| Botafogo | 2 – 1  | Vasco da Gama | 80 – 74 | 88 – 92  | 71 – 60 |

## Fase Final
| Time 1   | Séries | Time 2   | 1º Jogo | 2º Jogo | 3º Jogo |
| -------- | ------ | -------- | ------- | ------- | ------- |
| Flamengo | 2 – 0  | Botafogo | 88 – 69 | 83 – 73 | –       |

## Premiação
| Campeonato Carioca de Basquete de 2018 |
| -------------------------------------- |
| Flamengo Campeão (44º título)          |